# Xã Reynolds, Michigan
Xã Reynolds (tiếng Anh: Reynolds Township) là một xã thuộc quận Montcalm, tiểu bang Michigan, Hoa Kỳ. Năm 2010, dân số của xã này là 5.310 người.